# Combretum exalatum
Combretum exalatum är en tvåhjärtbladig växtart som beskrevs av Adolf Engler. Combretum exalatum ingår i släktet Combretum och familjen Combretaceae. Inga underarter finns listade i Catalogue of Life.